# Еспланада (парк, Сінгапур)

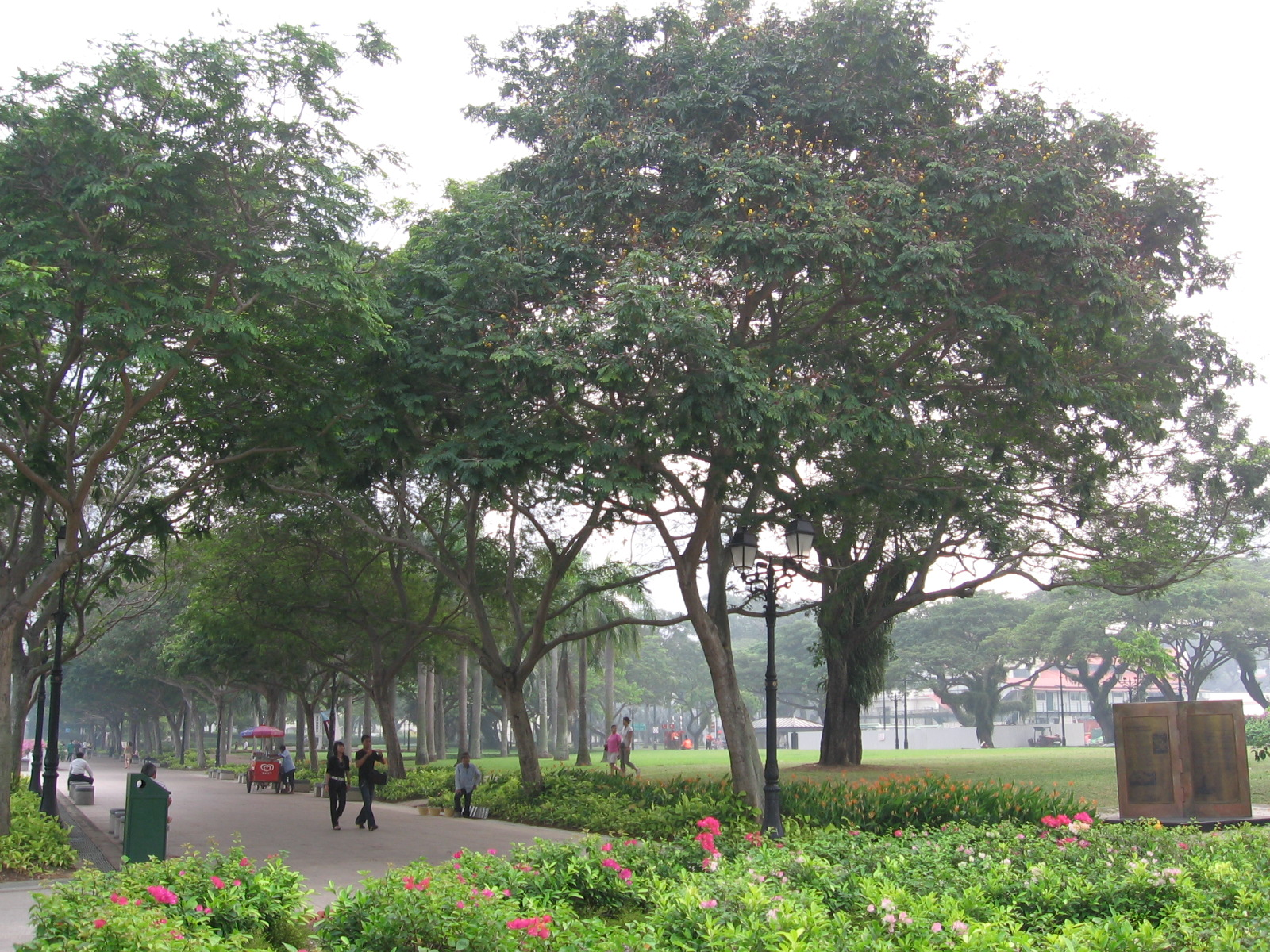
Парк Еспланада.

Парк Еспланада (кит.: 海滨公园) — історичний парк, розташований в районі Еспланада в Діловому центрі в Центральному районі Сінгапуру.

## Загальна характеристика
Заснований у 1943 році, парк Еспланада вважається одним із найстаріших в Сінгапурі. У 1991 році його перебудували. Наразі парк включає в себе ряд пам'яток:
- Алея королеви Єлизавети — тіниста алея, що простягнулася вздовж східного боку парку;
- Кенотаф (закінчений в 1922 році) — в пам'ять про 124 британських солдатів, які народилися або проживали в Сінгапурі та загибли під час Першої світової війни;
- Фонтан Тань Кім Ісена (переміщений сюди в 1925 році з площі Фуллертона) — на честь філантропа, що фінансував побудову першого водопроводу в Сінгапурі;
- Меморіал Лім Бо Сіна (відкритий в 1954 році) — в пам'ять про героя Другої світової війни, що загинув в японському полоні.